# ヴィラ・レアル・デ・サント・アントニオ
ヴィラ・レアル・デ・サント・アントニオ(Vila Real de Santo António [ˈvilɐ ʁiˈal dɨ ˈsɐ̃tu ɐ̃ˈtɔni.u/ˌsɐ̃tɐ̃ˈtɔnju] ( 音声ファイル))はポルトガルの南部アルガルヴェ地方ファーロ県の都市である。面積は57.53平方キロ、2004年現在の人口は18,158人である。

## 地理
アルガルヴェ地方の最南東端に位置する。グアディアーナ川を挟んだ対岸は、スペインのアヤモンテである。グアディアーナ川はここで、大西洋への河口をなしている。ヴィラ・レアル・デ・サント・アントニオ市は、次の3つの区に分かれている。
- ヴィラ・レアル・デ・サント・アントニオ
- モンテ・ゴルド
- ヴィラ・ノヴァ・デ・カセラ

このうちヴィラ・ノヴァ・デ・カセラが、カストロ・マリムを挟んで飛び地となっている。

## 歴史
この都市は以前より、スペインとの交易で栄えてきた。1991年にグアディアーナ川上流にスペインへ渡る橋が出来たために、この都市を中継する必要が無くなった。その結果、ヴィラ・レアル・デ・サント・アントニオ市における交易高は激減した。

## 交通
ポルトガル国鉄アルガルヴェ線の最東端である。以前はヴィラ・レアル・デ・サント・アントニオ（グアディアーナ）駅が最東端であったが、上記の橋が出来たために廃止された。現在は、そこから1kmほど北西にある、ヴィラ・レアル・デ・サント・アントニオ駅から列車が発着している。

車を乗せられる小型フェリーが、対岸のアヤモンテまで航行している。

フェリー乗り場の前からは、各社の路線バスがポルトガルやスペインの各地へと運行している。